# Palais Sékhoutouréya
Le palais Sékhoutouréya, situé à Conakry, est la résidence officielle et le bureau du président de la Guinée.

## Histoire
Pendant la colonisation, le gouverneur général d'Afrique-Occidentale française Noël Ballay (1900-1902) utilise une résidence de style colonial comme palais des gouverneurs.
En 1958, à l'indépendance de la Guinée, l'édifice devient le palais présidentiel, où habite, travaille et reçoit le chef de l'État Ahmed Sékou Touré, jusqu'en 1983, date de la démolition du bâtiment.
Le palais Sékhoutouréya est construit par la Chine à la place de l'ancien palais des gouverneurs (résidence d'État de 1953 à sa démolition en 1983). Son nom signifie « chez Sékou Touré » en soussou. Il a été inauguré en 1988 par le président Lansana Conté, qui ne l'a pas utilisé dans la mesure où il ne quittait pas sa résidence du camp Samory Touré. Le palais n'est véritablement devenu palais présidentiel qu'en 2010, après l’élection d'Alpha Condé jusqu'à son renversement le 5 septembre 2021.
Le 11 mars 2025, des travaux de rénovation ont été lancés pour rendre le palais opérationnel depuis sa destruction lors du coup d’état du 5 septembre 2021, ces travaux permettront de lui donner son éclat d'antan et de conserver ce patrimoine symbole historique de la Guinée.